# Michael Boogerd
Michael Anthonie Boogerd (Haia, 28 de maio de 1972) é um ex-ciclista profissional holandês. Ele foi um dos líderes da geração de ciclistas holandeses da década de 1990 e início de 2000, juntamente com o companheiro Erik Dekker.
Boogerd começou sua carreira profissional em 1994, juntando-se à equipe WordPerfect-Colnago-Decca. Em 1995 a equipe mudou o nome para a Novell, antes Rabobank em 1996 tornou-se patrocinador principal e nome para a equipe. Boogerd ficou com a equipe de toda a sua carreira. Venceu três vezes o campeonato nacional de estrada.
Durante sua carreira, Boogerd conseguiu mais de 50 vitórias, incluindo duas etapas do Tour de France, Paris-Nice e Amstel Gold Race.